# جاك ماريوت
جاك ماريوت (9 سبتمبر 1994 في المملكة المتحدة - ) (بالإنجليزية: Jack Marriott)‏ هو لاعب كرة قدم بريطاني في مركز الهجوم. لعب مع إيبسويتش تاون وكولتشستر يونايتد ونادي غيلينغهام ونادي لوتون تاون ونادي وكينغ ونادي كارلايل يونايتد.

## وصلات خارجية
- جاك ماريوت على موقع قاعدة بيانات كرة القدم.إي يو (الإنجليزية)
- جاك ماريوت على موقع Soccerbase.com (لاعب) (الإنجليزية)
- جاك ماريوت على موقع Soccerway.com (الإنجليزية)